# Aitins
Els aitins (Aythyinae), de vegades anomenats ànecs bussejadors, són una subfamília d'ocells de la família dels anàtids (Anatidae). Algunes classificacions les separen de la subfamília dels anatins (anatinae), formant la seva pròpia subfamília (Aythyinae), però altres els deixen dins dels anatins, en la tribu Aythyini.
El nom d'ànecs bussejadors es deu al costum de cercar els seus aliments bussejant sota la superfície de l'aigua. S'han cronometrat xibecs en immersions de 20 segons. De totes les maneres hi ha espècies com els morells, que poden cercar l'aliment des de la superfície, com els del gènere Anas.
En general no competeixen en altres membres de la família, ja que freqüentment no s'alimenten de les mateixes coses i no habiten els mateixos llocs. Els agrada les aigües lliures.
Llurs cossos són més pesants i massius que els dels ànecs de superfície (Anatinae). Les seves potes se situen prou endarrerides, el que fa que no es desenvolupin en terra molt bé.
Per a alçar el vol no surten directament des de l'aigua, si no que baten les ales i donen una carrera sobre la superfície. En general són pijor voladors que els anatinae.
Les espècies septentrionals són migratòries, però les meridionals tenen tendència a ser sedentàries.

## Sistemàtica
Estudis genètics realitzats els darrers anys han propiciat la consideració d'aquest grup com una tribu (Aythyini) dins els anàtids. La classificació del Congrés Ornitològic Internacional (versió 2.7, 2011) inclou 9 gèneres amb 25 espècies vives:
- Gènere Asarcornis, amb una espècie: Ànec captacat (Asarcornis scutulata).
- Gènere Pteronetta, amb una espècie: Ànec de Hartlaub (Pteronetta hartlaubii).
- Gènere Chenonetta, amb dues espècies, una d'elles extinta.
- Gènere Hymenolaimus, amb una espècie: Ànec blau (Hymenolaimus malacorhynchos).
- Gènere Sarkidiornis, amb dues espècies d'ànecs beccrestats.
- Gènere Cyanochen, amb una espècie: Oca alablava (Cyanochen cyanoptera).
- Gènere Marmaronetta, amb una espècie: Xarxet marbrenc (Marmaronetta angustirostris).
- Gènere Rhodonessa, amb una espècie extinta: Ànec de cap rosat (Rhodonessa caryophyllacea).
- Gènere Netta, amb tres espècies.
- Gènere Aythya, amb 12 espècies.